# تلفزيون فوكوي
فكوي برودكاستين كوربوريشن (福井放送 株式会社 Fukui Hōsō Kabushikigaisha، إف بي سي) هي محطة تلفزيونية التي تأسّست في يونيو 1960، المنتسبة لـ شبكة أخبار نيبون (NNN)نظام شبكة تلفزيون نيبون، (NNS) و شبكة أخبار أولنيبون (آن) في فوكوي، فوكوي. هي تبث في فوكوي.

## القناة

### التناظرية التلفزيون
- فوكوي JOPR-TV 11ch 3 كيلو واط

### التلفزيون الرقمي
- فوكوي JOPR-DTV 20ch 1 kW

#### جنبا إلى جنب مكتب
- اونو 42ch 10W
- كاتسوياما 28ch 3W
- تسوروغرى 28ch 10W
- أوباما 47ch 10W
- ميهامي 28ch 10W
- كاميناكا 35ch 3W
- ميكوني 30ch 3W
- ساباي، فوكوي-يوفر  44ch 1W
- تاكيفو-مينامي 36ch 1W

## البرنامج
- Ojamattere (おじゃまっテレ Ojamattere؟) (おじゃまっテレ، Ojamattere؟)
- Iketeru Fukui (イケてる福井 Iketeru Fukui؟) (イケてる福井، Iketeru Fukui؟)
- News Realtime Fukui (Newsリアルタイムふくい Nyūsu Riarutaimu Fukui؟) (Newsリアルタイムふくい، Nyūsu Riarutaimu Fukui؟)
- Ohayō Fukui 730 (おはようふくい730 Ohayō Fukui Nana-san-maru؟) (おはようふくい730، Ohayō Fukui Nana-san-maru؟)
- Machikado Kensei (まちかど県政 Machikado Kensei؟) (まちかど県政، Machikado Kensei؟)
- Fureai Wakasa (ふれあい若狭 Fureai Wakasa؟) (ふれあい若狭، Fureai Wakasa؟)
- Yōji no Sekai (幼児の世界 Yōji no Sekai؟) (幼児の世界، Yōji no Sekai؟)

## وصلات خارجية
- الموقع الرسمي فوكوي البث (باليابانية)